# Parasolki z Cherbourga
Parasolki z Cherbourga (fr. Les parapluies de Cherbourg) – francusko-niemiecki film muzyczny z 1964 w reżyserii Jacques’a Demy’ego. Główne role zagrali Catherine Deneuve i Nino Castelnuovo. Muzykę do filmu napisał Michel Legrand.
Parasolki z Cherbourga to film nietypowy, nawet jak na musical, albowiem dialogi i rozmowy są śpiewane przez aktorów (innym w całości śpiewanym filmem Demy’ego był Pokój w mieście z 1982). W odróżnieniu od musicali amerykańskich, w Parasolkach... brak rozbudowanej choreografii. Sceny skupiają się na niewielkiej liczbie bohaterów, przede wszystkim na głównej parze. Nadaje to dziełu dość intymny charakter. Na uwagę zasługuje również niezwykła kolorystyka scenografii, która napełnia widoki zwyczajnego miasta duchem pop-artu.

## Fabuła
Madame Emery i jej córka Geneviève sprzedają parasolki w butiku w Cherbourgu. Geneviève, zakochana w mechaniku Guy, zachodzi z nim w ciążę. Guy musi jednak jechać na wojnę w Algierii. Matka zmusza Geneviève do wyjścia za Rolanda, bogatego jubilera.

## Obsada
- Catherine Deneuve – Geneviève Emery
- Nino Castelnuovo – Guy Foucher
- Anne Vernon – Madame Emery
- Marc Michel – Roland Cassard
- Ellen Farner – Madeleine
- Mireille Perrey – Ciotka Élise
- Jean Champion – Aubin
- Pierre Caden – Bernard
- Jean-Pierre Dorat – Jean

## Nagrody i nawiązania
Film zdobył Złotą Palmę na 17. MFF w Cannes oraz Nagrodę Louisa-Delluca. Otrzymał też pięć nominacji do Oscara: za najlepszą muzykę oryginalną i adaptowaną, za najlepszą piosenkę, scenariusz oryginalny oraz za film nieanglojęzyczny. Parasolki... były jedną z inspiracji Damiena Chazelle'a przy powstaniu jego oscarowego musicalu La La Land.